# José Ramón Ramos
Pour les articles homonymes, voir Ramos.
Ramos  Cecilio est un nom espagnol. Le premier nom de famille, en général paternel, est Ramos ; le second, en général maternel, souvent omis, est Cecilio.
José Ramón Ramos Cecilio, né le 2 février 1943 à Ciudad Rodrigo (Espagne) et mort le 23 juin 2024 à Madrid (Espagne), est un joueur espagnol de basket-ball. Il joue dans les années 1960 et début 1970, au poste de meneur.

## Palmarès
- Champion d'Espagne 1968, 1969, 1970, 1971, 1972
- Coupe du Roi 1967, 1970, 1971, 1972